# Comté de Maverick
Le comté de Maverick, en anglais : Maverick County, est un comté situé dans le sud de l'État du Texas aux États-Unis. Fondé le 2 février 1856, son siège de comté est la ville d'Eagle Pass. Selon le recensement des États-Unis de 2020, sa population est de 57 887 habitants. Le comté a une superficie de 3 345,6 km2, dont 3 313,2 km2 en surfaces terrestres. Il est baptisé en référence à Samuel Maverick (en), avocat et personnalité politique de l’État.

## Organisation du comté
Le comté est fondé le 2 février 1856, à partir de terres du comté de Kinney. Après plusieurs aménagements fonciers, il est définitivement organisé et autonome, le 4 septembre 1871.
Le comté est baptisé en l'honneur de Samuel Maverick (en),, un avocat, politicien, propriétaire terrier et signataire de la déclaration d'indépendance du Texas.

## Géographie

Carte du comté en 1893.

Le comté de Maverick se situe au sud de l'État du Texas, aux États-Unis,. 
Il a une superficie totale de 3 345,6 km2, composée de 3 313,2 km2 de terres et de 32,4 km2 de zones aquatiques. Il est bordé à l'ouest par le fleuve Río Grande qui forme la frontière naturelle de l’État et du pays avec le Mexique. 

## Comtés adjacents
|  | Comté de Kinney   | Comté d'Uvalde                   |
|  | comté de Maverick | Comté de Zavala, Comté de Dimmit |
|  |                   | Comté de Webb                    |

## Démographie
Lors du recensement de 2010, le comté comptait une population de 54 258 habitants. Elle est estimée, en 2017, à 58 216 habitants,.
| Groupes           | Comté de Maverick | Texas | États-Unis |
| ----------------- | ----------------- | ----- | ---------- |
| Blancs            | 91,5              | 70,4  | 72,4       |
| Autres            | 5,8               | 10,6  | 6,4        |
| Amérindiens       | 1,2               | 0,7   | 0,9        |
| Métis             | 1,0               | 2,5   | 2,7        |
| Afro-Américains   | 0,3               | 11,9  | 12,6       |
| Asiatiques        | 0,3               | 3,8   | 4,8        |
| Total             | 100               | 100   | 100        |
|                   |                   |       |            |
| Latino-Américains | 95,7              | 37,6  | 16,7       |

Pyramide des âges du comté de Maverick (2000).

Selon l'American Community Survey, pour la période 2011-2015, 92,66 % de la population âgée de plus de 5 ans déclare parler espagnol à la maison, alors que 6,35 % déclare parler l’anglais et 0,99 % une autre langue.

## Galerie

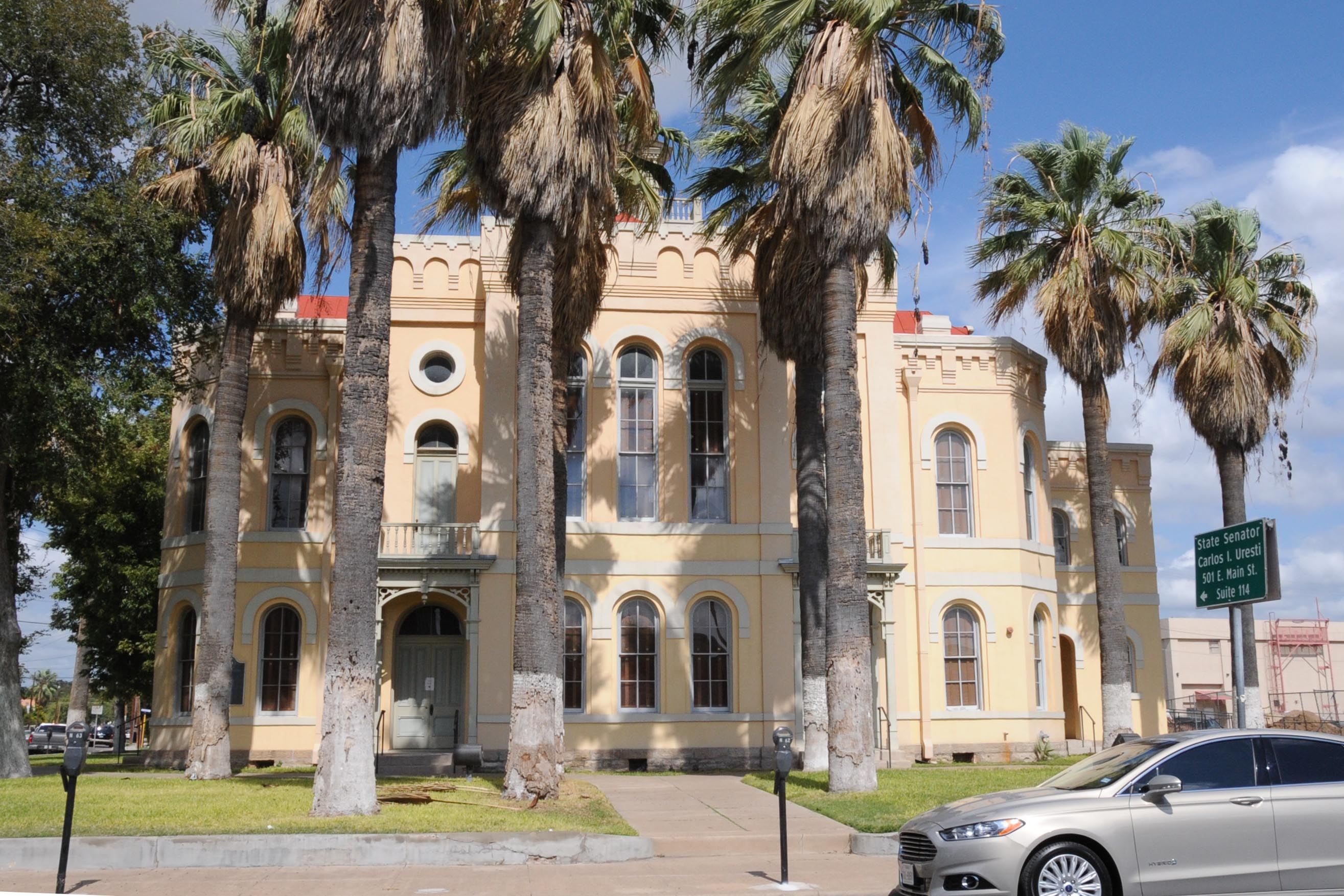
L'ancien palais de justice à Eagle Pass.
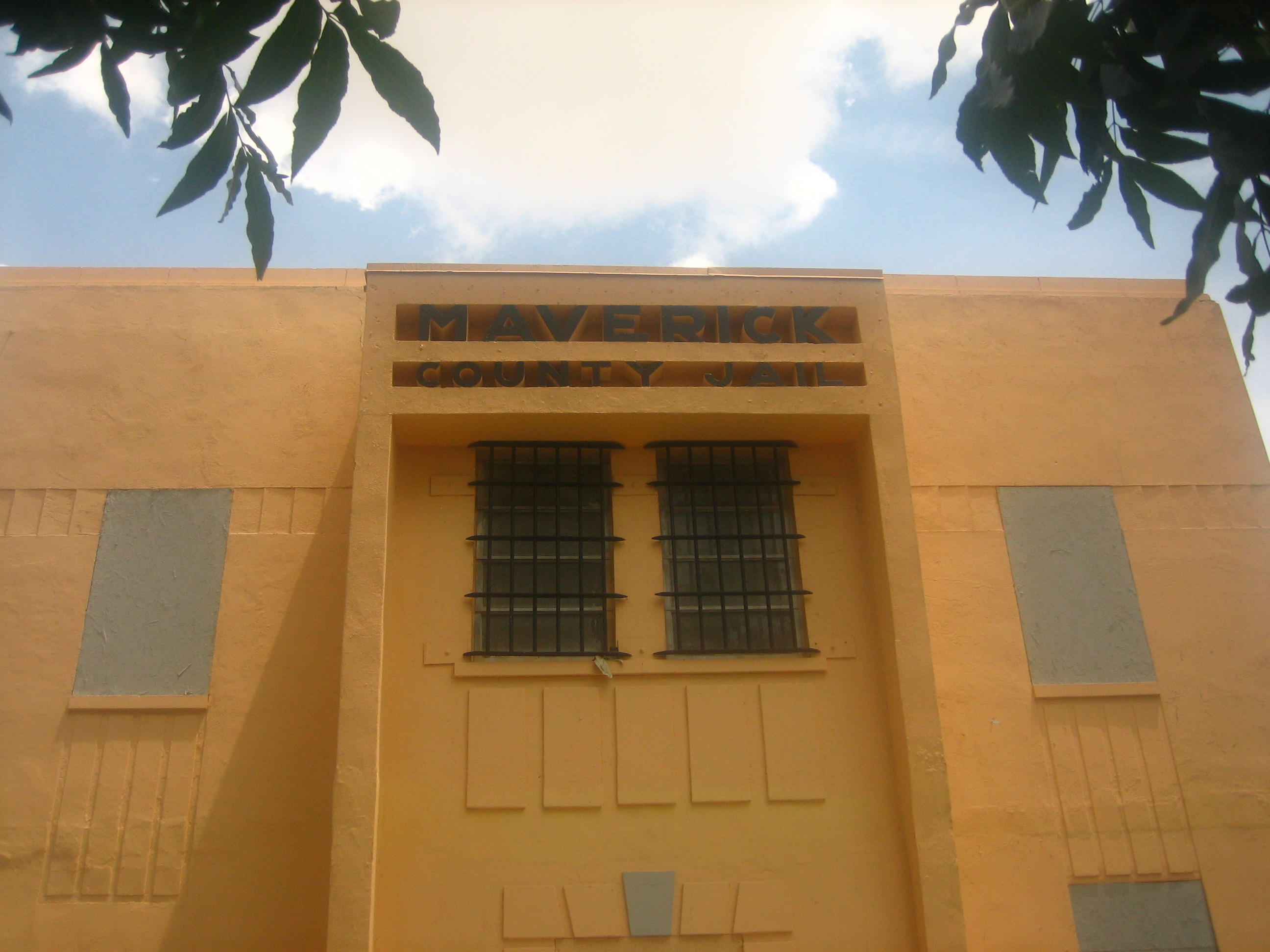
La prison du comté, située à proximité du palais de justice.